# Amenmosé (capitaine)
Pour les articles homonymes, voir Amenmosé.
Amenmosé est un noble d'Égypte antique sous les règnes de Thoutmôsis III et d'Amenhotep II, avec les titres de « Capitaine des troupes » et d'« Œil du roi dans le Rétjénou ». 

## Sépulture
Il est enterré avec son épouse, Henouttaoui, dans la tombe TT42 à Cheikh Abd el-Gournah, dans la nécropole thébaine.